# لی آنسورث
لی آنسورث (انگلیسی: Lee Unsworth؛ زادهٔ ۲۵ فوریهٔ ۱۹۷۳) بازیکن فوتبال اهل بریتانیا است.
از باشگاه‌هایی که در آن بازی کرده‌است می‌توان به باشگاه فوتبال رادکلیف بورو، باشگاه فوتبال کرو آلکساندرا، باشگاه فوتبال اشتون یونایتد، و باشگاه فوتبال بری اشاره کرد.